# Vidutis Pranciškus Kamaitis
Vidutis Pranciškus Kamaitis (* 6. September 1938 in Santaika, Wolost Simnas, jetzt Rajongemeinde Alytus; † 6. Juni 2024 in Vilnius) war ein litauischer Sportler und Politiker.

## Leben
Nach dem Abitur an der Mittelschule absolvierte er 1961 das Diplomstudium der Automobiltransport-Exploatierung am Kauno politechnikos institutas (KPI) in Kaunas und 1975 promovierte in Technik.
Von 1961 bis 1970 lehrte er am KPI und von 1970 bis 1990 am Vilniaus inžinerinis statybos institutas, ab 1981 als Dozent. Von 1990 bis 1995 war er stellvertretender Bürgermeister der Stadtgemeinde Vilnius und von 1996 bis 1997 stellvertretender Leiter von Bezirk Vilnius. Ab 2001 leitete er das Unternehmen „Taurakalnio kultūros centras“ als Direktor.
Ab 1956 war er Profi-Sporttänzer, ab 1968 Sporttänzer der internationalen Klasse, danach Trainer. Seit 2001 war er internationaler Schiedsrichter im Tanzsport. Er war nationaler Meister im Tanzsport.

## Familie
Kamaitis war mit Dalia Kristina Kamaitienė verheiratet.